# 蓝线刺尾鱼
蓝线刺尾鱼（学名：Acanthurus bleekeri）为刺尾鱼科刺尾鱼属的鱼类，俗名白氏刺尾鱼、金线刺尾鱼。分布于红海、印度洋北部沿岸至太平洋中部夏威夷群岛、波利尼西亚、北至菲律宾和中国以及西沙群岛、台湾等海域、广东沿海、珠江口外等。该物种的模式产地在东南亚。

## 扩展阅读
維基物種上的相關：蓝线刺尾鱼